# Floristik (Handwerk)

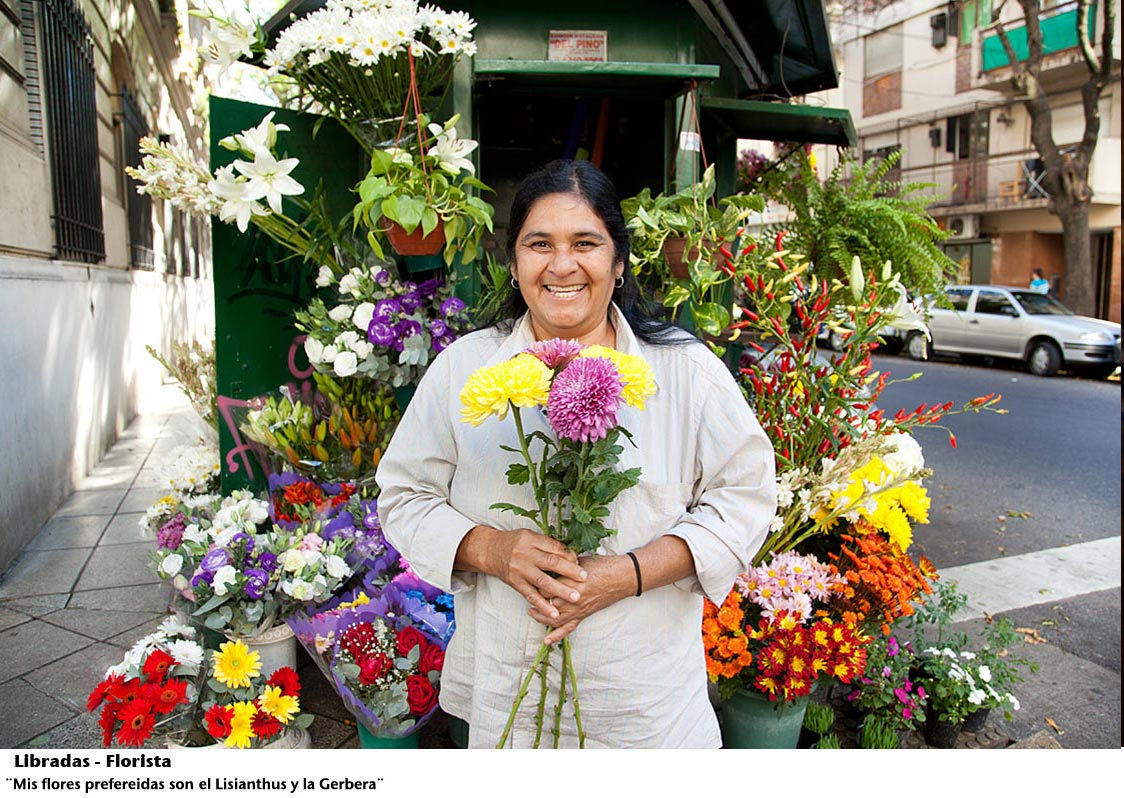
Eine Blumenverkäuferin (Floristin) in Buenos Aires

Floristik oder Blumenkunst ist die handwerkliche und künstlerische Gestaltung von Schnittblumen- und Pflanzenschmuck. Die Bezeichnung ist abgeleitet vom lateinischen Namen Flora, der römischen Göttin der Blumen und Jugend.

## Geschichte und Bedeutung
Die Blumenbinderei, heute als Floristik bezeichnet, ist eng mit jahrhundertealten Traditionen verbunden. Blumen werden insbesondere zum Geburtstag, zur Taufe, Kommunion und Hochzeit und Events verschenkt und die Orte der Feierlichkeiten floral dekoriert. Außerdem ist es im europäischen Kulturkreis üblich, Trauerhallen und Gräber mit Kränzen und Blumengebinden zu schmücken. 
Auch zu repräsentativen Veranstaltungen, zum Beispiel in Geschäftsräumen und Hotels, bei Tagungen und Messen sowie in Wohnräumen ist die florale Ausschmückung mit Blumen und Arrangements weit verbreitet; traditionelle Gebinde bis hin zu „floralen Kunstobjekten“ finden hier ihren Einsatz.
Die heutige Berufsbezeichnung Florist wurde 1967 offiziell in Deutschland eingeführt und hat sich in der breiten Öffentlichkeit durchgesetzt. Die bis dahin bestehende Bedeutung benutzte Linné 1725 für seine Zeitgenossen, die Floren geschrieben haben und sich als floristae mit der räumlichen Erfassung von Pflanzen beschäftigten. In der Folge nannten sich auch berühmte Botaniker Floristen. Diese Bezeichnung wird in botanischen Fachkreisen nach wie vor verwendet.
Neben dieser bis um 1967 einzigen Bedeutung nennen sich heute auch Blumenhändler und Blumenbinder Floristen. Der Duden von 1967 die kennt die Bezeichnung einzig als „Erforscher der Flora“. Ab der 17. Auflage 1973 wird zusätzlich „Blumenbinder“ angegeben.

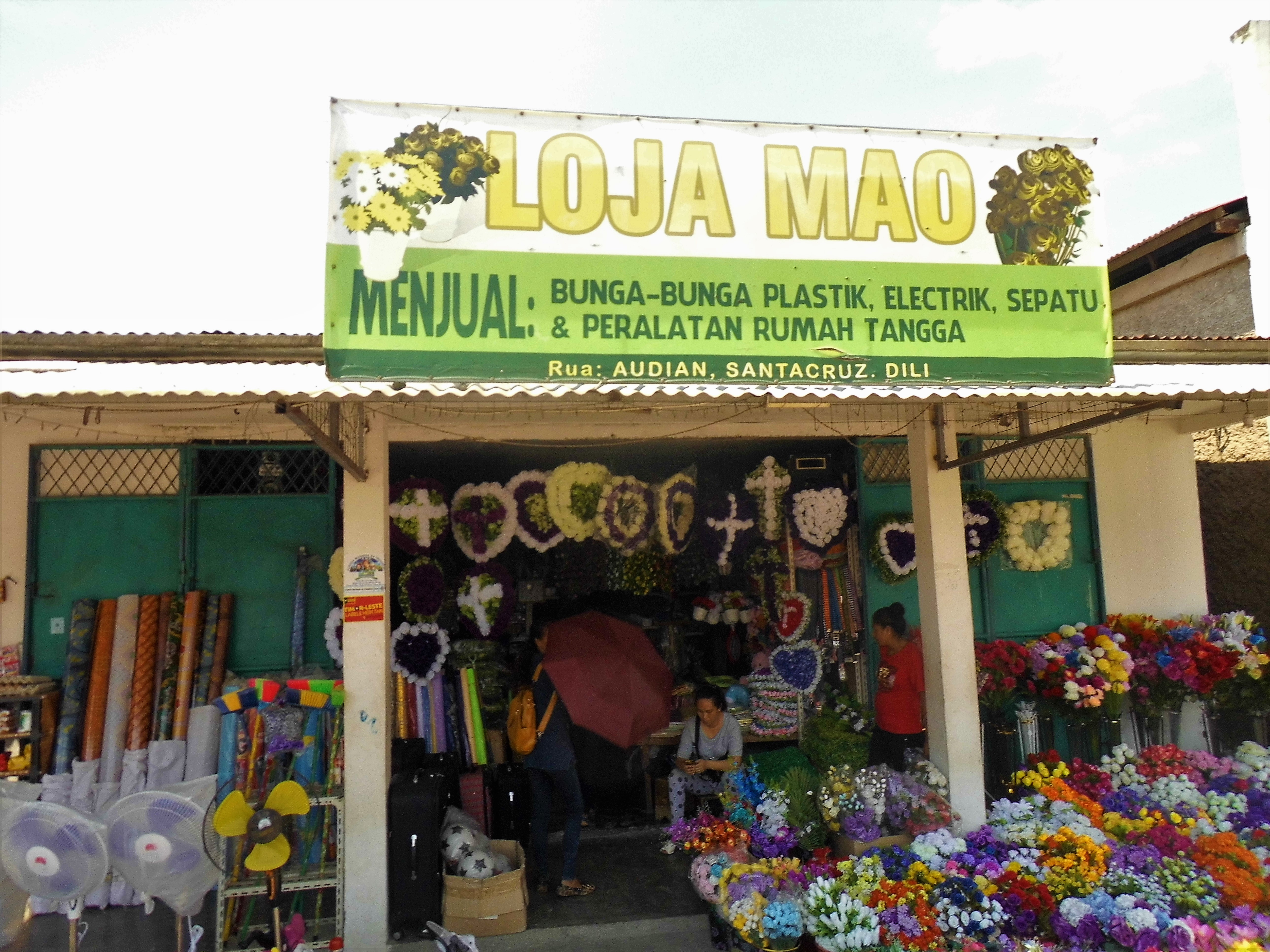
Blumenladen in Dili, Osttimor

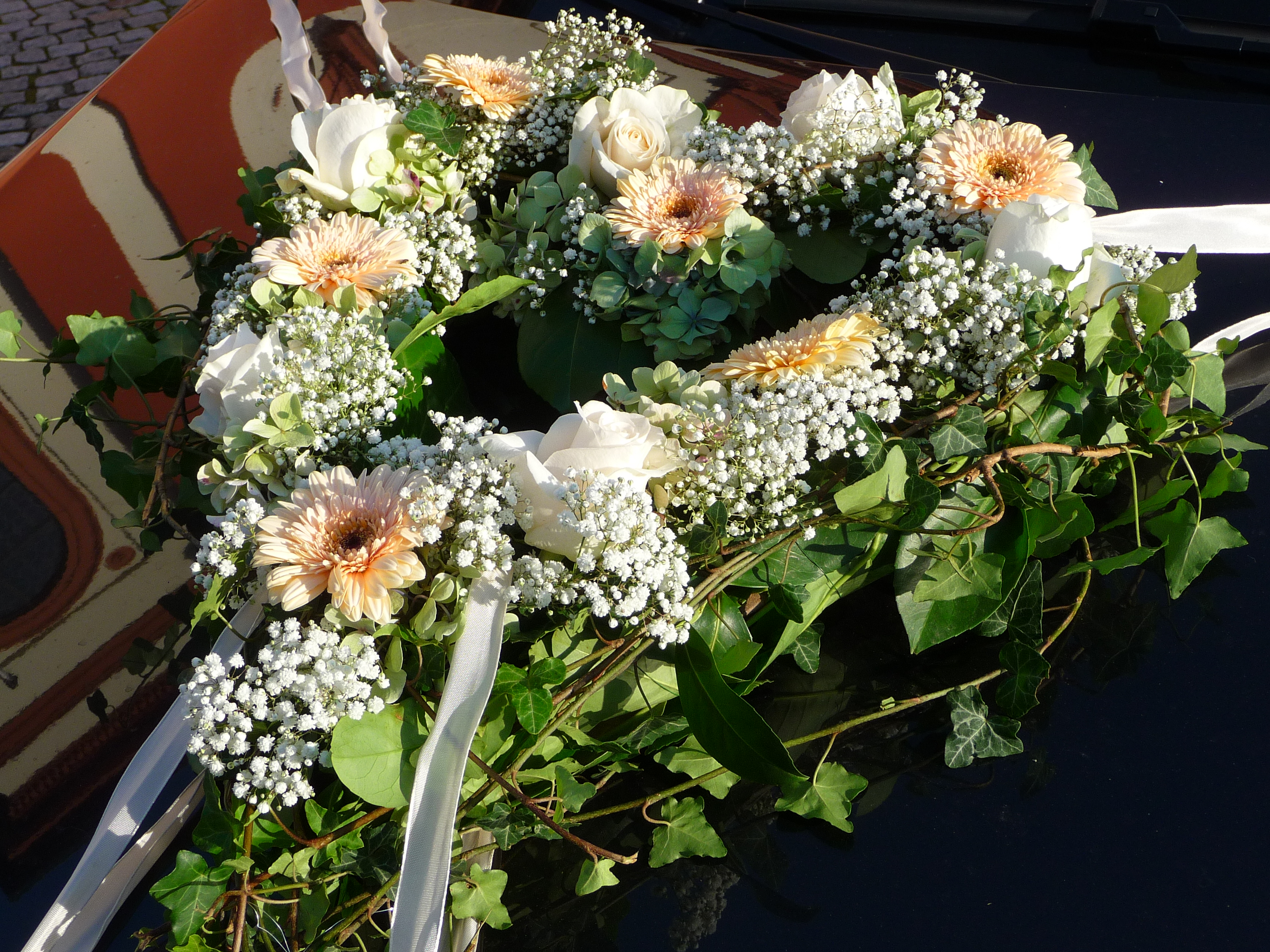
Blumenschmuck in Herzform

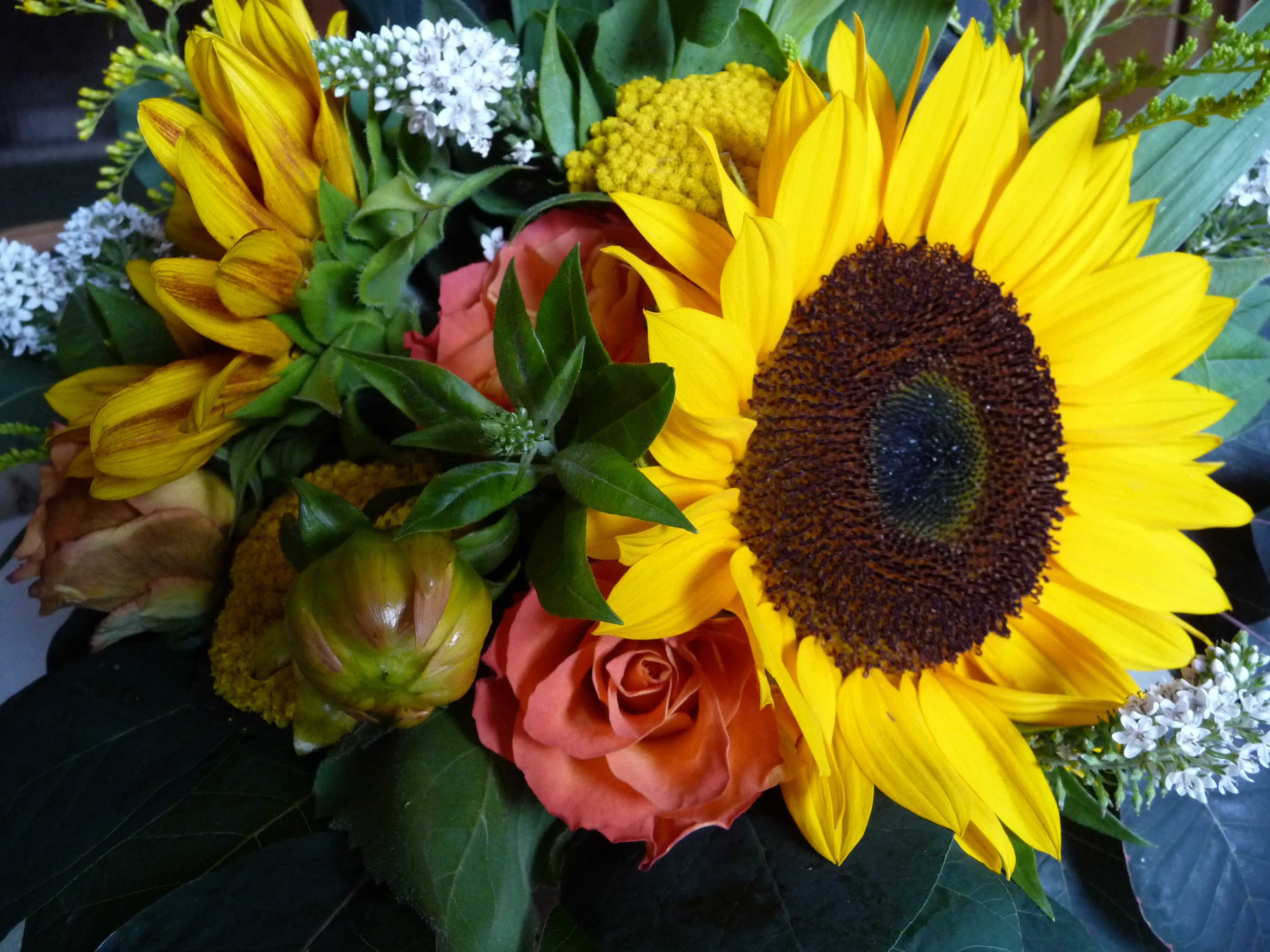
Traditionell gebundener Sommerstrauß

## Ausbildung
Florist/Floristin ist in Deutschland, Österreich und in der Schweiz ein anerkannter dreijähriger Ausbildungsberuf, der nach dem Dualen Ausbildungssystem in Blumenfachgeschäften bei gleichzeitigem Besuch der Berufsschule ausgebildet wird. An Meisterschulen bzw. Fachschulen für Floristik kann der ausgebildete Florist sich zum Meister fortbilden. An solchen Weiterbildungsstätten bildet sich oft eine eigene Strömung der Floristik heraus. Die wichtigsten deutschen Ausbildungsstätten befinden sich in Straubing (Bayern), Dresden, Gelsenkirchen, Grünberg (Hessen), Hamburg, Stuttgart, Hannover-Ahlem und Weihenstephan.
Zur floristischen Ausbildung gehören insbesondere die Gebiete Schnittblumen-Arrangements (Blumenstrauß, Gesteck), Kranzbinden, Tischschmuck oder Trauerfloristik, aber auch Proportionen- und Farbenlehre, Stilkunde, betriebswirtschaftliche Kalkulation und Strategien der Verkaufsförderung. Grundkenntnisse in Botanik und Pflanzenschutz werden ebenfalls vermittelt.

## Marktsituation
Floristen mit eigenen Einzelhandelsgeschäften (Blumenfachgeschäft) geraten zunehmend unter Konkurrenzdruck, seitdem verstärkt Supermärkte, Straßenhandel und Franchise-Unternehmen Schnittblumen anbieten. Zu den Strategien, mit denen die Berufsgruppe sich ihr angestammtes Marktsegment sichern will, gehören unter anderem die fachliche Beratung, Haltbarkeitsgarantien und eine knappere Kalkulation bei Schnittblumen, die als Einzelblumen oder die so genannte Bundware angeboten werden. Auch ein höheres Angebot von fertig gebundenen Sträußen wird von der Kundschaft gut angenommen.

## Wettbewerbe
Seit einigen Jahren werden die deutschen Floristikmeisterschaften organisiert. Im August 2024 fand dieser Wettbewerb unter der Losung Blumen binden für den Frieden in Berlin-Charlottenburg, im Bikini-Haus statt. Die Finalisten mussten vier florale Designs fertigen, und zwar: einen Blumenstrauß zum Thema „Versöhnungsgebet von Coventry“, einen Bar- und Tischschmuck zur Interpretation eines „Multikulturellen Come-Together“, ein Raum-Objekt als Symbol des Wiederaufbaus (passend zur Geschichte des Veranstaltungsortes) sowie eine florale Friedenssäule. Benutzt werden dürfen nur die vom Veranstalter bereitgestellten Materialien und Werkstoffe, die Arbeiten müssen in vorgegebenen Zeiten absolviert werden. Eine vorher gewählte Jury nimmt die Bewertung vor.